# Capilla Nuestra Señora del Perpetuo Socorro
La capilla de nuestra Señora del Perpetuo Socorro es un templo católico patrimonial de la ciudad de Cochabamba en Bolivia. Se halla ubicada en la calle General Achá y es parte de la Organización Territorial de base Gerónimo de Osorio. Está catalogada como parte del patrimonio eclasiástico del municipio de Cercado, identificada como  Infraestructura republicana.

## Historia
La capilla se empezó a construir en 1913 y fue concluida en 1915.

## Distinciones
El 29 de junio de 2015 fue distinguida por el Gobierno Autónomo Municipal de Cochabamba por sus cien años de existencia con la orden Heroínas de la Coronilla.

## Actividades
La capilla brinda asistencia a personas de tercera edad.